# Neoneurus spinarius
Neoneurus spinarius är en stekelart som beskrevs av Shaw 1992. Neoneurus spinarius ingår i släktet Neoneurus och familjen bracksteklar. Inga underarter finns listade i Catalogue of Life.